# Visconde de Lagoaça
Visconde de Lagoaça é um título nobiliárquico criado por D. Pedro V de Portugal, por Decreto de 2 de Novembro e Carta de 2 de Dezembro de 1859, em favor de António José Antunes Navarro, depois 1.º Conde de Lagoaça.
Titulares
1. António José Antunes Navarro, 1.º Visconde e 1.º Conde de Lagoaça;
2. Júlio César de Castro Pereira, 2.º Visconde de Lagoaça.